# Puya erlenbachiana
Puya erlenbachiana är en gräsväxtart som beskrevs av Pierre Leonhard Ibisch och Roberto Vásquez. Puya erlenbachiana ingår i släktet Puya och familjen Bromeliaceae. Inga underarter finns listade i Catalogue of Life.